# Œdème pulmonaire lésionnel post-transfusionnel
 (septembre 2012).
L'œdème pulmonaire lésionnel post-transfusionnel ou syndrome de détresse respiratoire aiguë post-transfusionnel (transfusion related acute lung injury, TRALI) est une atteinte pulmonaire aigüe transfusionnelle.
Il s'agit d'un œdème lésionnel dû à l'activation de leucocytes accumulés pour diverses raisons (il s'agit en général de grosses pathologies ou de traitements importants : chimiothérapies, transfusions massives, circulation extra-corporelle (CEC), etc.) dans les capillaires pulmonaires. Cette activation résulte soit de la présence de lipides activateurs dans l'unité transfusée (phosphatidylcholines en  particulier) soit d'un conflit immunologique entre des anticorps anti-HLA ou anti-granulocytes (anti-HNA, human neutrophil antigen) apportés par le sang ou le plasma transfusé, et les antigènes présents sur les globules blancs du receveur. C'est considéré comme l'un des principaux facteurs déclenchants.
C'est pour cette raison que ne sont prélevés que des hommes comme donneurs de plasmas thérapeutiques. Le plasma des femmes, pouvant contenir des anticorps anti-HLA à la suite de grossesses, est adressé au LFB pour produire des médicaments dérivés du sang.
Cet accident transfusionnel peut être grave, mais heureusement rare. Bien traité par oxygénothérapie dans les cas simples, en pression positive si besoin en service de réanimation, la guérison est obtenue dans 80 % des cas en 48 à 96 heures.